# Молодіжний (Комсомольський район)
Молоді́жний (рос. Молодёжный) — селище у складі Комсомольського району Хабаровського краю, Росія. Адміністративний центр та єдиний населений пункт Молодіжного сільського поселення.

## Населення
Населення — 1422 особи (2010; 1531 у 2002).
Національний склад (станом на 2002 рік):
- росіяни — 88 %